# Tecoluca
Tecoluca is een gemeente en plaats in het departement San Vicente in El Salvador. Deze gemeente heeft vooral bekendheid vergaard vanwege het Centro de Confinamiento del Terrorismo, de grootste gevangenis van El Salvador en mogelijk Amerika, dat hier is gevestigd.